# 베르트 자크만
베르트 자크만(독일어: Bert Sakmann, 1942년 6월 12일 ~ )은 독일의 세포생리학자이다. 1991년에 세포의 단일이온채널의 기능을 발견한 공로로 에르빈 네어와 함께 노벨 생리학·의학상을 수상했다.
괴팅겐 게오르크 아우구스트 대학교의 교수이며, 하이델베르크에 있는 막스 플랑크 의학연구소의 명예교수이다.

## 수상 경력
- 1986년 : 루이자 그로스 호르위츠상
- 1988년 : 루이 장트 의학상
- 1989년 : 가드너 국제상
- 1991년 : 하비상
- 1991년 : 노벨 생리학·의학상

## 회원
- 1994년 : 왕립학회 외국인 회원[1]